# Матенадаран МС 7117
Матенадаран МС 7117 — рукопись, хранящаяся в Матенадаране, которая содержит апологетические тексты, а также кодекс различных алфавитов, таких как армянский, греческий, латинский, сирийский, грузинский, коптский и кавказско-албанский алфавит, руководство XV века. Он также известен тем, что включает самый древний документ на курдском языке, записанный армянскими буквами.

## Происхождение
Написана около 1442 года в монастыре Мецопаванк (к северо-западу от Арджеша) по образцу, привезённому из Крыма армянским католикосом Киракосом Вирапским (1441—1443) по заказу Товмы Мецопеци.

## Открытие албанской письменности
Албанское письмо внутри рукописи было обнаружено грузинским исследователем Ильей Абуладзе 28 сентября 1937 года во время работы над рукописями XV века. Другой грузинский лингвист, Акакий Шанидзе, провёл дальнейшее исследование и пришёл к выводу, что письменность очень напоминает фонологию удинского языка. Еще один экземпляр этого списка появился в 1956 году, подробности были опубликованы Х. Курдианом.